# Fortezza di Rastadt
La fortezza di Rastadt (Bundesfestung Rastadt in lingua tedesca) era una fortezza costruita nei pressi della città tedesca di Rastadt e che consentiva la difesa anche della città di Baden. La fortezza, eretta dal 1842 e terminata un decennio dopo, ebbe un ruolo importante nella rivoluzione del Baden. Venne abbandonata nel 1890 e in gran parte distrutta successivamente.

## Antefatto
Al 3 novembre 1815, i confini stabiliti dalla Conferenza di Pace di Parigi per le quattro potenze vincitrici (Austria, Gran Bretagna, Prussia e Russia) necessitavano di un'adeguata difesa, garantita dalla presenza di quattro fortezze predisposte per le città di Magonza, Lussemburgo e Landau e realizzate per volontà della Confederazione Germanica. Successivamente il progetto venne ampliato con ulteriori piazzeforti nell'Alto Reno per una spesa totale di 20.000.000 di marchi. Tra il 1819 ed il 1824 venne costituita una commissione per gestire la costruzione delle fortezze composta da ingegneri provenienti dal Baden, dalla Baviera, dal Württemberg e dall'Austria che procedettero a stendere i primi progetti concreti. L'Austria era intenzionata ad espandere la fortezza di Ulma, mentre la Prussia era più preoccupata di fortificare adeguatamente gli stati della Germania meridionale, che erano più vicini alla Francia, ed in particolare proposero la costruzione di una fortezza a Rastadt.
Nell'ottobre del 1836 il re del Württemberg, Guglielmo I, propose un compromesso nel costruire una fortezza che coprisse l'area di due centri abitati, Rastadt e la capitale. Ad ogni modo fu solo con la crisi del Reno del 1840/41 che la Confederazione Germanica comprese concretamente la necessità di difendersi adeguatamente dalla Francia e pertanto l'assemblea federale, il 26 marzo 1841, si accordò per costruire entrambe le fortezze. Le fortificazioni di Rastatt vennero disegnate sul modello delle fortezze stellate Seicentesche, fornendo però in più anche un'armeria per l'VIII corpo d'armata di stanza nella zona. Il Granducato di Baden ottenne il diritto di nominarne il governatore, il comandante in capo dell'artiglieria, mentre il geniere capo doveva essere nominato dall'Impero austriaco.

## La costruzione

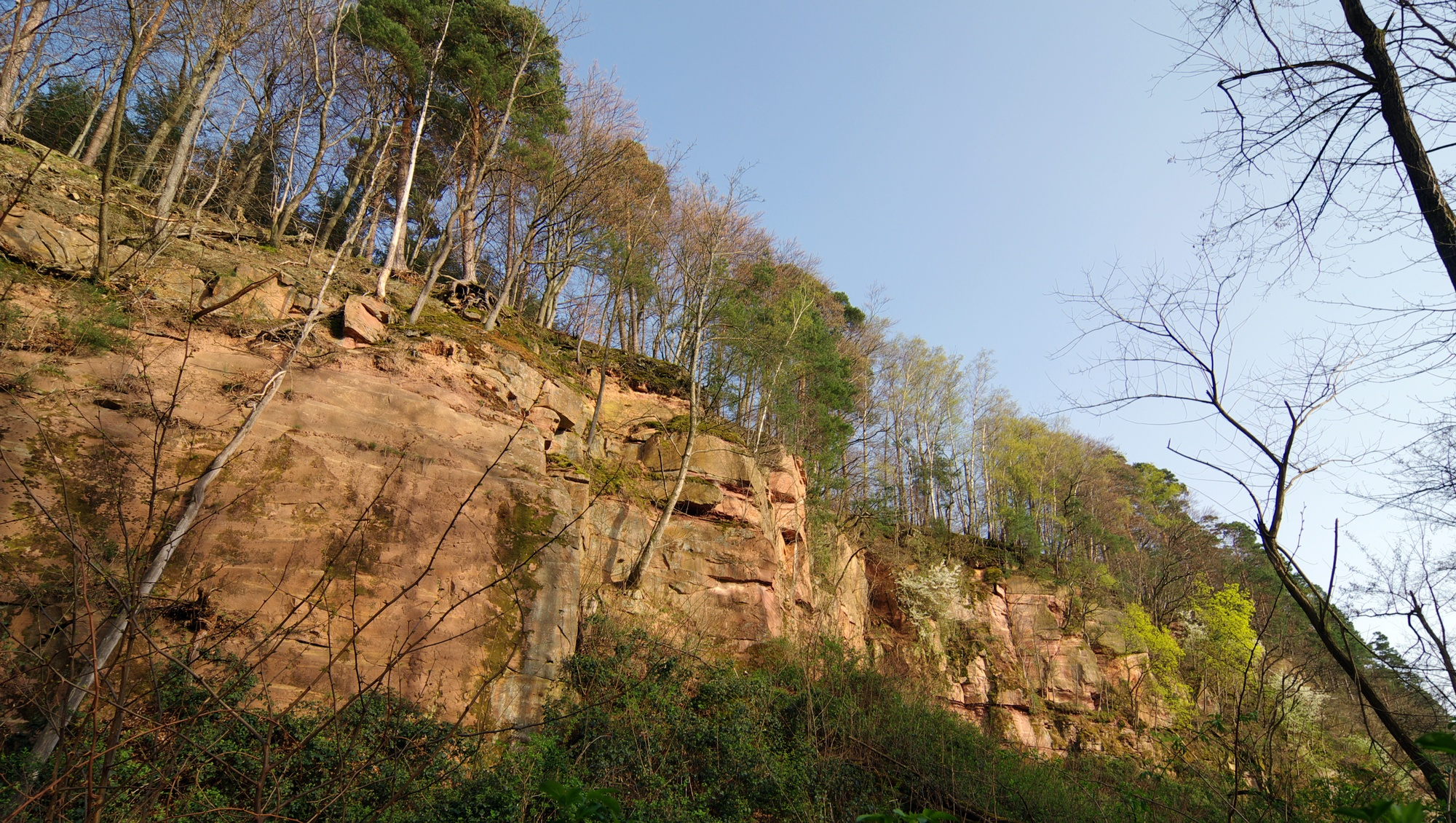
La cava da cui vennero ricavate le pietre per la costruzione della fortezza si trova ad Eichelberg

I lavori per la costruzione della fortezza federale di Rastadt ebbero inizio il 15 novembre 1842 anche se le sue fondamenta vennero poste solo il 18 ottobre 1844 a causa di una serie di laboriose opere preparatorie. Queste includevano l'acquisto di parti di terra anche tramite requisizioni. Inoltre, le terre di proprietà comunale e granducale sulle quali la fortezza sarebbe sorta, comprendevano in tutto 345 proprietari diversi.
La costruzione della fortezza rappresentò un notevole sforzo economico per l'intera area; la città di Rastadt avrebbe dovuto anticipare il denaro necessario a rate che poi sarebbe stato restituito dal governo. Il tenente colonnello austriaco Georg Eberle venne nominato responsabile dei lavori della fortezza e quasi tutto lo staff proveniva come lui dall'Austria. I lavoratori impiegati (nel 1844 erano 4000) si occuparono di espandere le infrastrutture municipali necessarie (polizia e servizi medici) necessari in loco, ma ovviamente il finanziamento dell'opera causò delle dispute tra la città, il granducato e le autorità militari federali.
La maggioranza dei materiali da costruzioni proveniva da una cava posta ad Eichelberg, presso Oberweier a 14,5 km di distanza, con una capacità di estrazione di 400 metri cubi al giorno. Nella cava erano impiegati 400-1200 operai per i quali venne predisposto anche un accampamento nei pressi del luogo di lavoro. Oltre ai cittadini locali, vennero impiegati lavoratori dal Württemberg, dall'Austria, dal Sudtirolo e dall'Italia. La costruzione era prevista in completamento per l'anno 1849, ma a causa dei problemi finanziari che si susseguirono e per lo scoppio della Rivoluzione del Baden vi furono ulteriori ritardi.
Nel 1848 la fortezza venne inaugurata con la nomina del primo governatore, il tenente generale Carl Felix von Lassolaye anche se mancavano ancora alcuni lavori da portare avanti. Dopo la rivoluzione, i lavori ripresero nel 1850 e vennero effettivamente terminati in qualche modo solo nel 1852. Dopo diverse dispute che bloccarono ulteriori espansioni del progetto (in particolare tra Prussia ed Austria), si può dire che il progetto sia stato completato definitivamente nel 1856.

### La struttura
La fortezza era costituita da tre parti distinte che potevano essere difese in modo indipendente:
- Forte A "Fortezza di Leopoldo"
- Forte B "Fortezza di Ludovico"
- Forte C "Fortezza di Friedrich"

I tre forti erano collegati nello stesso ordine da:
- "Connessione superiore"
- "Connessione inferiore"
- "Porto di Mezzo"

All'interno di questo nucleo della fortezza vi erano 30 opere di fortificazione totali. Al di fuori di questo primo anello si trovavano altre 47 punti fortificati.

## La fortezza e la Rivoluzione del Baden
La fortezza federale di Rastadt acquisì importanza politica e militare nel 1849 durante la Rivoluzione del Baden, evento nel corso del quale la guarnigione della fortezza si ammutinò e si sottomise al governo rivoluzionario insieme alla milizia locale. La reazione dei vicini stati reazionari non si fece attendere. Sotto la guida della Prussia, la rivolta fu repressa con la forza militare. Il memoriale di questo evento e un museo sull'importanza nazionale della rivolta in loco per la milizia e la popolazione del Baden si trova nel vicino castello di Rastatt.

### L'ammutinamento dell'11 maggio 1849
Il 9 maggio 1849, alle 19:00, sulla piazza d'armi della fortezza di Rastadt ebbe luogo un'assemblea di soldati, a cui presero parte quasi tutti gli arruolati ed i sottufficiali dell'area. Sebbene la dirigenza militare locale avesse consigliato ai soldati di non prendere parte all'evento pena denunce e pene severe, non fu mai emesso un decreto di divieto assoluto di riunione. Il 10 maggio vi fu un'altra assemblea di soldati presso il birrificio Gromer'sche, incontro nel quale gli artiglieri marciarono in formazione chiusa con sciabole sguainate e bandiere nere, rosse e dorate, quelle della Confederazione Germanica, ma anche dei rivoluzionari.
La mattina dell'11 maggio il soldato Stark venne imprigionato per ordine del capitano von Renz nelle celle della caserma Leopold del 1º reggimento di fanteria del Baden, dal momento che questi aveva osato pronunciare in pubblico parole contro la gestione militare e la classe politica che dirigeva il paese. I soldati del 1º e 3º reggimento di fanteria, così come gli operai della fortezza, si radunarono quindi davanti alla caserma intorno alle 10:00 del mattino e chiesero ufficialmente il rilascio del soldato Stark. Diversi ufficiali tentarono di calmare le truppe e di ristabilire l'ordine anche tramite minacce che però ebbero poco successo, anzi non fecero altro che portare ad un aumento delle tensioni. I soldati di guardia della caserma si rifiutarono di agire contro i loro commilitoni. Alla fine, Stark venne rilasciato per ordine del comandante generale della compagnia.
Alle 13:00 gli uomini del 3º reggimento di fanteria si scagliarono contro il governatore della fortezza, Wilhelm von Clossman, e contro altri ufficiali che finirono per cacciare gli insubordinati. Un assalto all'abitazione del comandante del 3º reggimento di fanteria, il colonnello Pierron, venne impedito solo grazie alla persuasione di un soldato di nome Haas, leader del club locale del reggimento. Intorno alle 18:00 diversi tra soldati, cittadini e operai della fortezza si radunarono nuovamente davanti alla caserma Leopold, chiedendo il rilascio del caporale Kehlhofer, accusato di insubordinazione e assenza non autorizzata dalla fortezza. Il colonnello Hoffmann venne ferito nel corso del tumulto da un sasso lanciato dai rivoltosi, mentre il colonnello Pierron riuscì a scappare da solo a cavallo. I disordini a quel punto si erano già diffusi non solo presso la fortezza, ma nella adiacente città di Rastadt. Il governatore tentò con uno squadrone di dragoni di disperdere gli insorti, ma dopo un iniziale parziale successo cercò di parlare coi rivoltosi per giungere a una conclusione pacifica; nuovamente gli vennero lanciate pietre e mattoni e ne uscì ferito, e i dragoni al suo seguito ritennero di dover agire, anche senza suo esplicito ordine. Singoli ufficiali vennero minacciati per strada e la casa del colonnello Pierron, che in precedenza era riuscito a fuggire, venne presa d'assalto. L'esercito era ormai senza un comandante, con von Clossmann e Hoffmann feriti e Pierron irreperibile. I capitani del piccolo contingente austriaco nella fortezza tennero uniti i loro uomini e rimasero isolati nella fortezza.

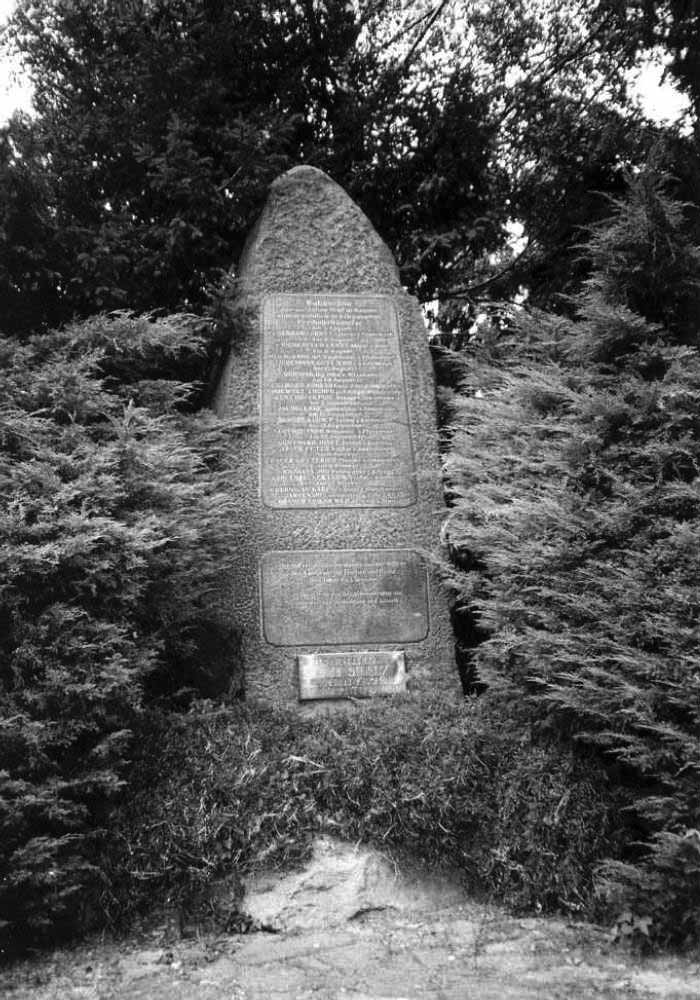
Cippo commemorativo agli insorti fucilati presso i fossati della fortezza a conclusione della rivoluzione del 1849

I rivoluzionari Gustav Struve e Karl Blind, che erano stati imprigionati dopo il Putsch di Struve del settembre del 1848, arrivarono a Rastadt la notte tra l'11 ed il 12 maggio. Il 12 maggio anche in città scoppiarono delle rivolte contro diversi ufficiali e personale filo-governativo. Intorno alle 8:00 del mattino, il ministro della guerra del Baden, Friedrich Hoffmann, giunse alla fortezza da Karlsruhe. Quasi contemporaneamente tre squadroni del 1º reggimento di dragoni del Baden al comando del colonnello Heinrich Wilhelm von Hinckeldey attaccarono gli  uomini in rivolta anche con un distaccamento di artiglieria. Il generale Hoffmann visitò le singole unità e chiese agli uomini di esporgli le loro lamentele. Oltre alla richiesta di una paga più elevata, venne chiesto che anche i soldati avessero diritto di essere rappresentati all'assemblea popolare che il 13 maggio era prevista a Offenburg, richieste queste che vennero entrambe accolte dal ministro. L'intervento governativo sembrò aver calmato gli animi, ma verso sera si ebbero ulteriori rivolte armate a causa delle voci di ammutinamenti in altre località, in particolare per l'avanzata delle truppe prussiane sul suolo badense. Il generale Hoffmann radunò il reggimento dei dragoni sulla Schlossgartenplatz. I ribelli riuscirono a impossessarsi del distaccamento di artiglieria del generale ed a prendere prigionieri i relativi artiglieri. I dragoni vennero ora minacciati con l'artiglieria da un lato e nel contempo erano invitati a fraternizzare coi rivoltosi. Anche il reggimento dei dragoni venne sciolto, ma il generale Hoffmann riuscì a fuggire da Rastadt con parte di questo reggimento e la maggior parte degli ufficiali. Gli ammutinati iniziarono a dare la caccia agli ufficiali e furono perquisite anche le case private. Ciò spinse la milizia di Rastadt ad intervenire per garantire la sicurezza dei cittadini. Pattuglie di miliziani e truppe ribelli riuscirono a ripristinare parzialmente la calma in città.
Il 13 maggio, i delegati eletti dei soldati di Rastadt si recarono come previsto dagli accordi raggiunti all'assemblea pubblica di Offenburg. A Rastadt venne costituito un comitato di sicurezza guidato dai rivoluzionari che presero quindi possesso anche delle fortificazioni locali.

### L'assedio dal 30 giugno al 23 luglio 1849
Il II Corpo d'Armata prussiano al comando del tenente generale Karl von der Groeben giunse a Rastadt il 30 giugno 1849. Dopo un assedio di tre settimane, la fortezza venne consegnata il 23 luglio 1849 nelle mani delle truppe della Confederazione Germanica. Il governo rivoluzionario cercò in questo modo di impedire un massacro della popolazione urbana. Tuttavia, i prussiani imposero severe sanzioni a coloro che vennero imprigionati e anche 19 condanne a morte mediante fucilazione nei fossati della fortezza. Uno dei fucilati era il maggiore Gustav Tiedemann, che era stato nominato governatore della fortezza di Rastadt.

## La fortezza oggi

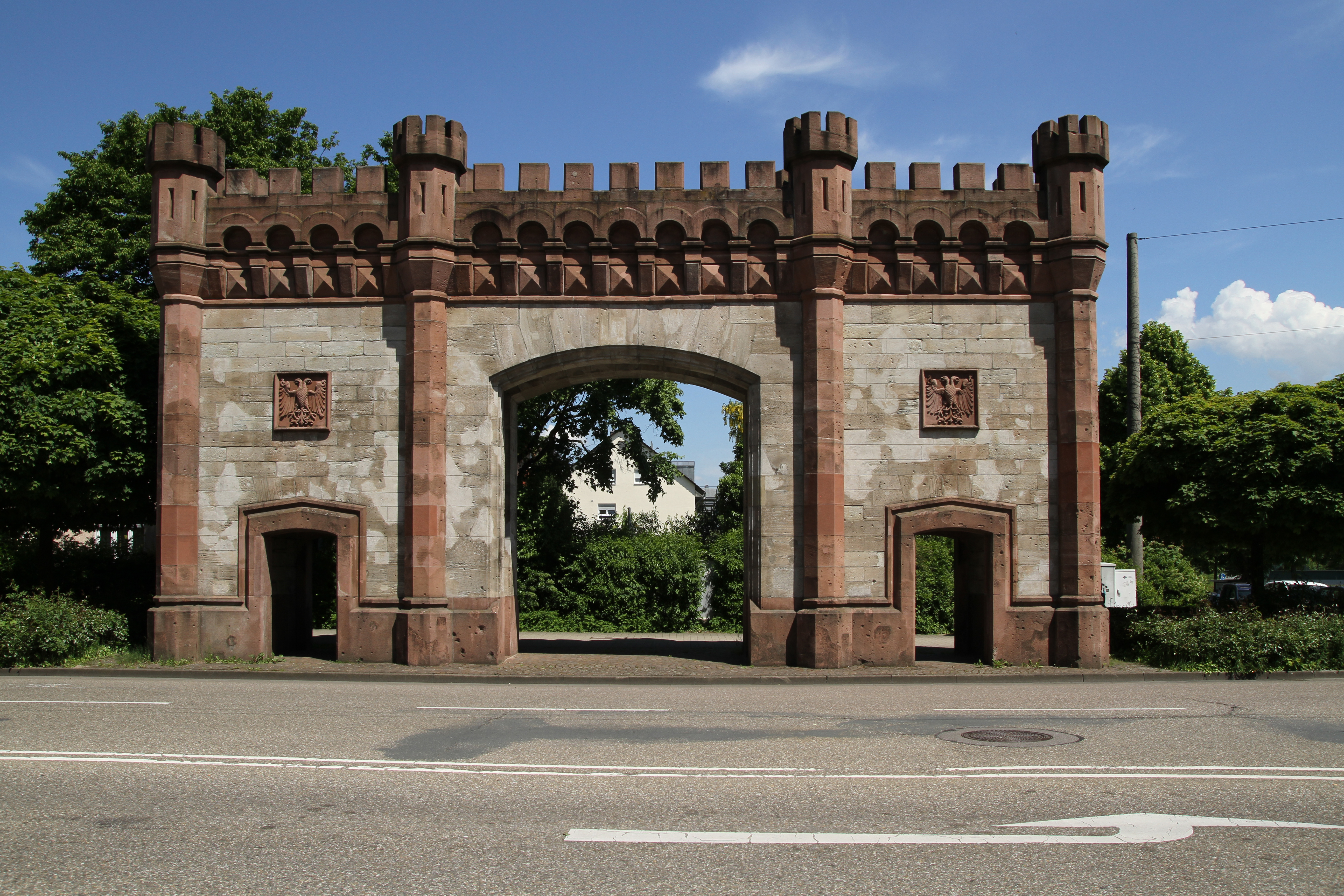
Porta Karlsruhe

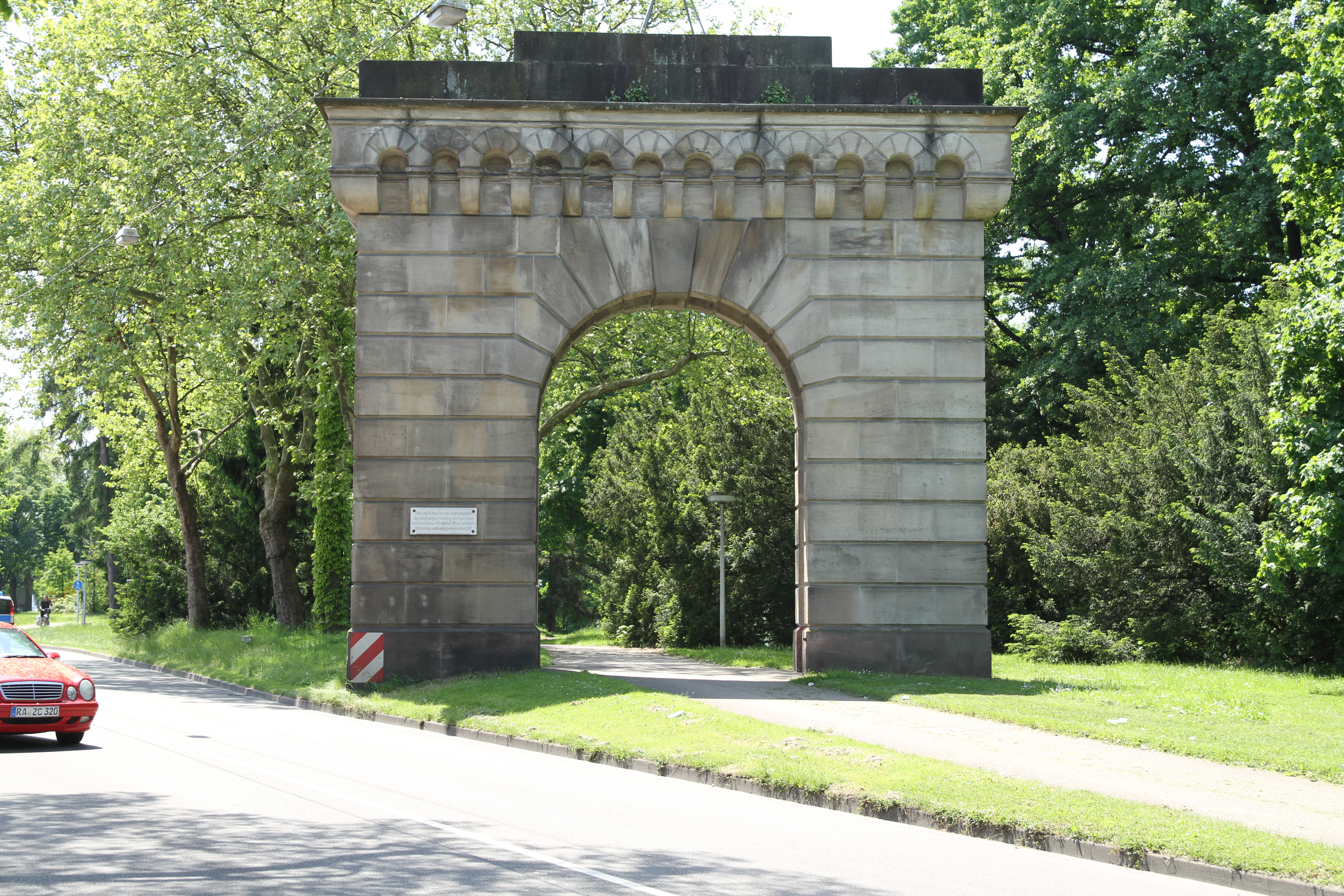
Porta Kehl

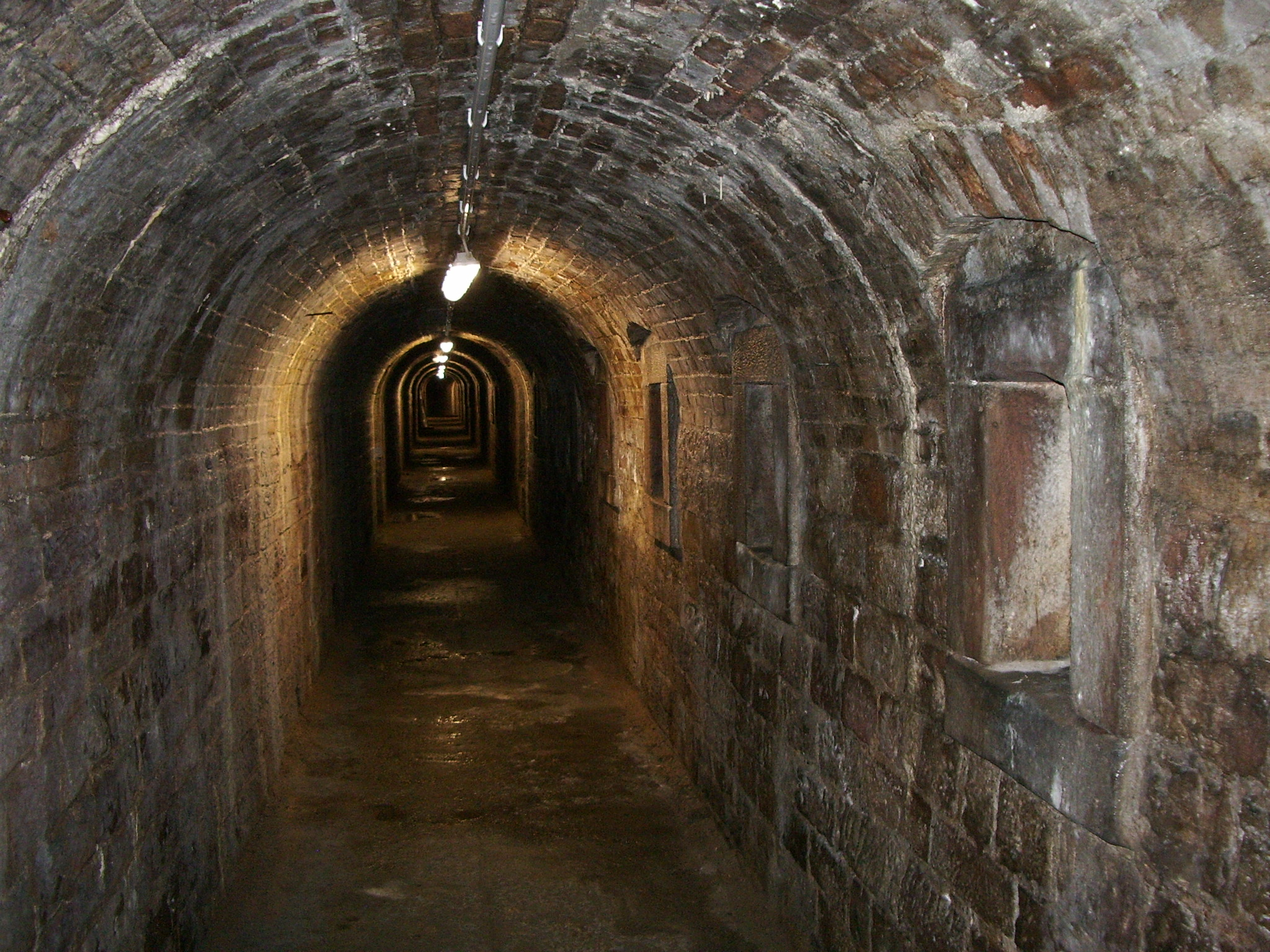
Casematte della fortezza

La fortezza di Rastadt venne abbandonata come struttura militare nel 1890, dal momento che ormai aveva perso definitivamente il proprio ruolo di difesa di confine. Il sito venne venduto in gran parte nel 1892 alla città di Rastadt che lo utilizzò come fonte per materiale da costruzione. Dopo la sconfitta dell'Impero tedesco nella prima guerra mondiale, secondo l'art. 180 del trattato di Versailles, la Germania avrebbe dovuto abbattere tutte le proprie fortezze ad est del Reno lungo un corridoio di 50 miglia e così venne fatto con gran parte delle strutture.
Le casematte, sopravvissute alla demolizione, come alcune strutture che sono ancora presenti sul sito, sono oggi accessibili tramite visite guidate.